# Stade Louis-Nicollin
Le Stade Louis Nicollin sera le futur stade de football du Montpellier Hérault Sport Club comprenant 24 000 places. Il sera situé à Pérols (Hérault) dans la Métropole de Montpellier et remplacera le stade de la Mosson situé en zone inondable. Louis Nicollin fut le président et fondateur du Montpellier Hérault Sport Club en 1974 et jusqu’à sa mort en 2017. Il remporta la ligue 1 avec le club en 2012.

## Histoire

### Un nouveau stade, mais où?
En octobre 2014 le Stade de la Mosson subit deux inondations et Louis Nicollin propose de construire un nouveau stade à Lunel. En 2016 le projet est lancé officiellement (un an avant le décès de Louis Nicollin), et doit s'accompagner de restaurants, d'une salle de spectacle, d'un musée, d'hôtels et d'un incubateur d'entreprises, son financement  est intégralement pris en charge par le secteur privé à hauteur de 240 millions d'euros. Le maire de l'époque Philippe Saurel voulant construire le stade dans la métropole de Montpellier, l'envisage d'abord au Mas de Saporta à Lattes puis sur  Odysseum après le Ikea. Puis le long de l'autoroute A709 à proximité du château de la Mogère, mais son classement aux monuments historiques rend cette solution finalement impossible.

### Cambacérès, l’arlésienne du Stade Louis Nicollin
Le quartier Cambacérès, à côté de la gare de Montpellier-Sud-de-France, est finalement retenu, d'abord le long de l'autoroute A709 à proximité du château de la Mogère, mais son classement aux monuments historiques rend cette solution finalement impossibleet en juin 2019 le nouveau plan d'exposition au bruit de l'aéroport de Montpellier-Méditerranée est revu afin de faire face à l'accroissement du trafic aérien et rend la délivrance du permis de construire impossible.En décembre 2019, Philippe Saurel annonce un nouvel emplacement dans le même quartier mais à côté de l'autoroute A9,.

### Quand région et métropole ne font qu'un
Nouvellement élu en juin 2020, Michaël Delafosse envisage le stade sur l'ex zone d'activités commerciale abandonné « Ode à la Mer » à Pérols. Cette emplacement restera fixe jusqu'en septembre 2023 ou le retrait du financement de la banque des territoire met un cout d’arrêt au projet (elle devait financer 100 des 240 millions d'euros du projet). Finalement un autre lieu est proposé  en millieu d'année 2024 au domaine de Grammont  mais est rapidement écarter, le lieu étant difficile d'accès et posant des problème de proximité avec l’aéroport. C'est finalement le 25 février 2025 que l'emplacement définitif est annoncé, après de longues discussions. Il se situera sur le parking du parc des expositions de Montpellier (Sud de France Arena), une zone appartenant à la région Occitanie qui en assurera son financement avec Montpellier Méditerranée Métropole. Le stade sera placé en face de l’arrêt de tramway "Parc des expositions" et  longera en parallèle la ligne 3 du tramway,,. Sa construction, sans restaurant, ni hôtel (mais avec le musée) se chiffre à 170 millions d’euros et est désormais inclus dans un projet de rénovation globale de l'Arena de 400 millions d'euros, avec une mutualisation forte des équipements.